# Suwadło

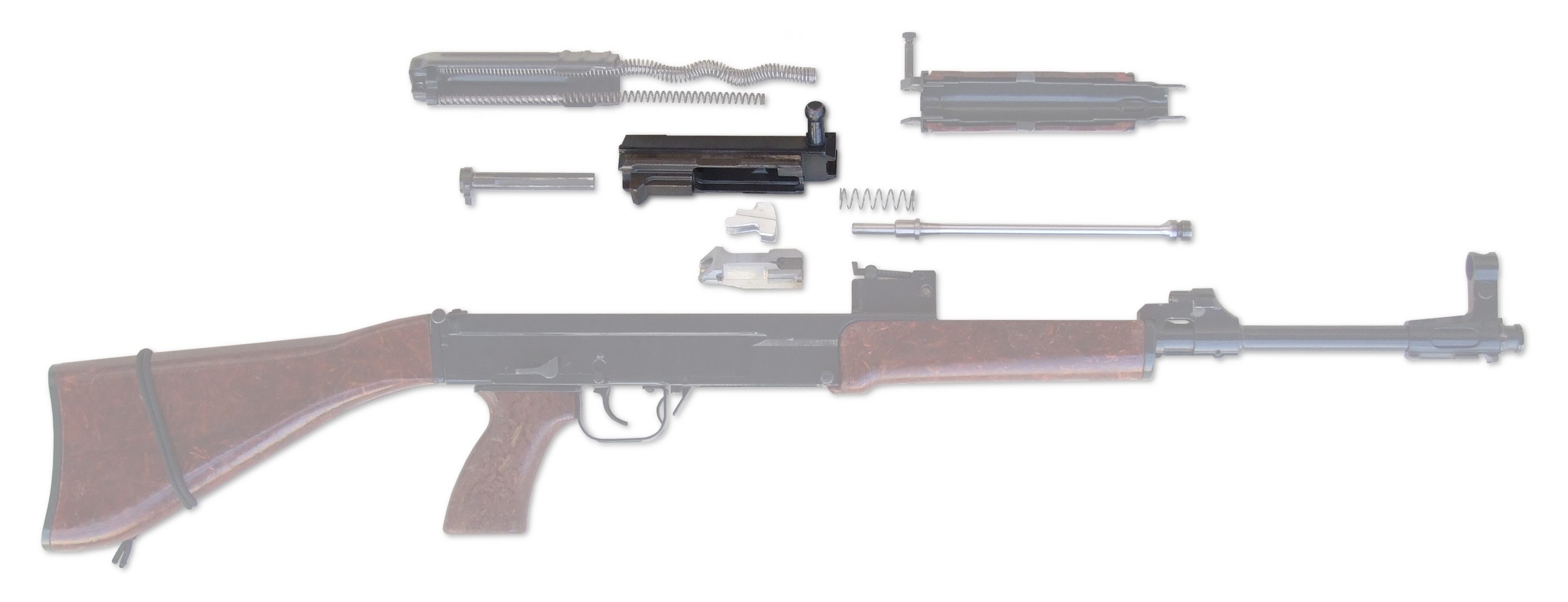
Suwadło w karabinku Sa vz. 58

Suwadło – element zespołu odrzutowego broni automatycznej, który przesuwając się pod wpływem ciśnienia gazów prochowych (do tyłu) i sprężyny powrotnej (do przodu) napędza pozostałe elementy automatyki broni. Powoduje w ten sposób zaryglowanie lub odryglowanie zamka.